# Antonios George Plakidas
Antonios George Plakidas (* 7. September 1895 in Ikaria; † 21. November 1986 in Baton Rouge) war ein US-amerikanischer Phytopathologe, der zu verschiedenen Pflanzenkrankheiten forschte.
Sein botanisch-mykologisches Autorenkürzel lautet „Plakidas“.

## Werdegang
Antonios George Plakidas immigrierte 1912 im Alter von 17 Jahren in die Vereinigten Staaten. Er diente von 1917 bis 1918 in der United States Army und wurde 1918 eingebürgert. Er besuchte die Mt. Hermon College-Preparatory School in Massachusetts und wurde dann Student an der University of California, Berkeley, wo er 1924 seinen Bachelor abschloss. Im Jahr 1927 erhielt er seinen Ph.D.
Er wechselte 1927 als Angestellter an die Louisiana State University, wo er zu Pflanzenkrankheiten an Erdbeeren und Gemüse forschte. Dabei wurde er zu einem Experten für Erkrankungen der Erdbeere und entdeckte mehrere Viruserkrankungen. Neben seiner Forschung war er dort als Hochschullehrer tätig. Er blieb 33 Jahre an der Louisiana State, die er 1960 als Professor Emeritus verließ.
Plakidas veröffentlichte über 100 Original Papers in angesehenen Fachzeitschriften wie Phytopathology, dem Journal of Agricultural Research, PlantDisease und Mycologia. Er schrieb das bekannte Buch Strawberry Diseases und das Werk Diseases of Some Vegetable and Fruit Crops and Their Control. Er forschte auch zu Erkrankungen von Zierpflanzen und entdeckte ein Virus, das Farbveränderungen in Blüten von Kamelien (Camellia) hervorruft. Dafür wurde er 1964 von der American Camellia Society ausgezeichnet.
Plakidas war der Erstbeschreiber verschiedener Spezies wie Isariopsis magnoliae oder Colletotrichum lilii oder der Gattung Dendrosporium.
Antonios George Plakidas war mit Artemise Rhodes verheiratet.

## Werke
- A. G. Plakidas: Strawberry Diseases. Louisiana State University Press, Baton Rouge 1964, ISBN 0-8071-0649-6 (englisch).
- A. G. Plakidas: Diseases of some vegetable and fruit crops and their control. Louisiana State University Press, Baton Rouge 1957 (englisch, lsu.edu).